# Solenopsis orbula
Solenopsis orbula är en myrart som beskrevs av Carlo Emery 1875. Solenopsis orbula ingår i släktet eldmyror, och familjen myror.

## Underarter
Arten delas in i följande underarter:
- S. o. kochi
- S. o. orbula
- S. o. terniensis